# Риккобоно, Винченцо
Винченцо Риккобоно (итал. Vincenzo Riccobono, 1861 — 1943) — итальянский ботаник.  

## Биография
Винченцо Риккобоно родился в 1861 году.
Он был известным специалистом по растениям семейства Кактусовые. Часть его коллекции гербария находится в Ботаническом саду Палермо, Италия.
Винченцо Риккобоно умер в 1943 году.

## Научная деятельность
Винченцо Риккобоно специализировался на семенных растениях.

## Некоторые публикации
- Riccobono, V. Intorno ad alcuni agrumi rari o nuovi. Palermo, Boll, drto bot., 6, 1907, 34—37, con 1 tab.
- Pomelia felicissima: storia, botanica e coltivazione della plumeria a Palermo / a cura di Attilio Carapezza... Appendice ristama della Rivista monografica delle specie di plumeria / di Vincenzo Riccobono. — Palermo: Gruppo Ed. Kalós, 2005. — 131 pp. — ISBN 88-89224-20-7.